# Nāḩiyat Markaz Qaḑā' aţ Ţārmīyah
Nāḩiyat Markaz Qaḑā' aţ Ţārmīyah (arabiska: ناحية مركز قضاء الطرمية) är ett underdistrikt i Irak.   Det ligger i provinsen Bagdad, i den centrala delen av landet, 30 km norr om huvudstaden Bagdad.